# Sophie Arnold-Zurbrügg
Sophie Arnold-Zurbrügg (* 26. Februar 1856 in Basel; † 22. Februar 1939 ebenda; heimatberechtigt in Frutigen, nach der Heirat in Altdorf) war eine Schweizer Arbeiteraktivistin, Feministin und Mitglied der Kommunistischen Partei der Schweiz (KP).

## Leben

### Herkunft und Ausbildung
Sophie Zurbrügg wurde als Tochter des Fabrikarbeiters Samuel Zurbrügg und der Verena Heiz geboren. 1879 heiratete sie Wilhelm Arnold, Redaktor und Vertreter der Arbeiterbewegung. Sie wuchs nach dem Tod ihrer Eltern in kleinbäuerlichen Verhältnissen bei ihren Grosseltern in Frutigen auf. Nach der Schule arbeitete sie in der Bandfabrik Fiechter in Basel, dann als Magd in der Innerschweiz. Zwischen 1880 und 1898 gebar sie zehn Kinder.

### Arbeiteraktivistin und Feministin
Durch ihren Mann stiess Arnold-Zurbrügg zur Arbeiterbewegung und gründete 1891 in Basel, wo sie von 1885 an wohnte, den bis 1900 nachgewiesenen Verein der Schneiderinnen und Weissnäherinnen, der sich als Parallelorganisation zum Arbeiterinnenverein verstand und unter anderem auf genossenschaftlicher Grundlage die Vermittlung von Heimarbeit betrieb. Unter der Leitung von Arnold-Zurbrügg und Emma Wahlen schloss sich dieser im gleichen Jahr dem Schweizerischen Arbeiterbund an, in dessen Vorstand Arnold-Zurbrügg von 1906 bis 1919 (mit Unterbruch) Mitglied war.
1895 konstituierte sich unter ihrem Präsidium ein Frauenbund, der sich mangels Interesse 1897 auflöste. Der von ihr 1900 mitgegründete Stauffacherinnenverein war der Nachfolger des Schneiderinnenverbands und fusionierte 1912 mit dem Arbeiterinnenverein (vor allem Fabrikarbeiterinnen). Sie vertrat den Verein ausserdem im Vorstand des 1890 gegründeten Schweizerischen Arbeiterinnenverbands. Nach der Spaltung der Sozialdemokratischen Partei der Schweiz (SPS) trat sie 1920 der später verbotenen Kommunistischen Partei (KP) bei.
Schon zu Lebzeiten ihres Mannes und erst recht nach dessen Tod 1914 sorgte Arnold-Zurbrügg als Wäscherin und Näherin und mit Kursen im Zuschneiden und Weissnähen für den Unterhalt ihrer Familie. Sie unterstützte Heimarbeiterinnen mit besser bezahlten Aufträgen für Männerhemden. Bis ans Lebensende blieb sie mit der Arbeiterinnenbewegung verbunden; noch kurz vor ihrem Tod arbeitete sie in einem Strickzirkel für die Opfer des Spanischen Bürgerkriegs. Für ihr unermüdliches Engagement erhielt sie den Übernamen «Mutter Arnold».